# 清高宗继皇后
清高宗继皇后 （1718年3月11日—1766年8月19日），那拉氏，中国清朝女性皇族，乾隆帝第二任皇后，满洲镶蓝旗人。
据《清史稿》记载，乾隆二年，封为娴妃。十年，晋为贵妃，為乾隆一朝最年輕獲得貴妃封號的嬪妃，並且在宮中的位序在已育有兩子的純貴妃蘇佳氏之前。十二年，孝贤皇后於乾隆首次東巡回鑾途中德州舟次崩逝，那拉氏晋为皇贵妃、攝六宫事。十五年，册封为皇后。三十年，那拉氏随皇帝南巡，到杭州后，违抗皇帝命令，私下剪去头发，乾隆帝大怒，令和嘉公主的額駙福隆安先行遣送皇后那拉氏回京。同年五月十四日，收缴那拉氏四份册宝夹纸，并且裁减她位下的部分宮人，但尚未褫夺皇后位号。那拉氏在三十一年七月初七日去世。其时皇帝在木兰围狩猎，下令以皇贵妃身份安葬。 
那拉氏是清一代唯二擁有攝六宮事頭銜的皇貴妃，另外一位即咸豐帝生母、道光朝的全皇貴妃鈕祜祿氏 (即 孝全成皇后 )。

## 姓氏爭議
由於史料記載不足的问题，繼皇后的實際姓氏是一個具爭議性的話題。現代大約分為「乌拉那拉氏」、「辉发那拉氏」和「那拉氏」。

### 烏拉那拉氏
清朝覆亡後，中華民國北洋政府設置清史館並著作《清史稿》。清史稿裡把繼皇后的姓氏定為烏拉那拉氏。唐邦治於清末民初所著的《清皇室四谱》亦稱繼皇后為烏拉那拉氏。故很多史學界的學家都誤以為她的家族姓，甚至還有人附會她是孝敬憲皇后的同族侄女（族女）。
但是，由於《清史稿》被匆忙刊印而沒有經過修訂，所以現代人都認為其具有多處錯謬。

### 輝發那拉氏
清朝官方在乾隆初年奉高宗之命編纂的《欽定八旗滿洲通志》和《八旗滿洲氏族通譜》裡都記載繼皇后父親訥爾布為首任輝發國主王机砮的後代。所以現在有人認為繼皇后的姓氏，實為輝發那拉氏。由於《清史稿》和《清皇室四譜》都是民國之後才編定的，而且編定過程有很多問題，所以就可信度而言，《八旗滿洲氏族通譜》的資料比較可靠，可以推定繼皇后應當是輝發那拉氏。

### 那拉氏
有人說所謂的「輝發那拉」和「烏拉那拉」僅代表那拉氏的分支，而放在「那拉」前的兩個字只是釐定該分支世居的地方。根據這個說法，「輝發那拉氏」是世居輝發地區的那拉氏人士，而「烏拉那拉氏」是世居烏拉地區的那拉氏人士，而這些人亦斷定繼皇后的哈拉其實只是「那拉」。乾隆皇冊封當時還是側福晉的繼皇后為嫻妃時，冊封詔書中便只稱繼皇后為那拉氏。

## 早期生涯
康熙五十七年二月初十日（1718年3月11日）出生。
按照清初慣例，外八旗選秀是在臘月中下旬舉行的，雍正初年依然遵循此例，雍正十一年臘月原定要舉行外八旗選秀，惟雍正帝下旨：「明年挑选女子，八旗内外满、蒙三品以上文武官员之女，如明年至十三岁者，一体入排备选。」自此，在春季舉行外八旗選秀成為了慣例。在新制度下，佐領訥爾布之女那拉氏被指婚為寶親王側福晉。相關部門查閱《會典》時，發現親王側福晉的冠頂、服飾等項與郡王嫡福晉等同，認為和碩寶親王娶側福晉亦應按照此例辦理。档案可知此时担任佐领的是其兄长讷礼。
雍正十二年五月，奉旨赏宝亲王侧福晋之父那爾布染貂冬冠一顶等物，賞侧福晋之嫡母镶有两个珍珠的金耳坠三对、四成色淡金十两，银七百两等物。及後，由欽天監根據八字算日子，即所謂「擇吉」，決定在八月十二日行初定礼，十一月初八日正式娶進。
雍正十三年八月二十三日，雍正帝驾崩，遗诏立宝亲王弘历为储君，是为乾隆帝。九月二十四日，奉旨那拉氏側福晉封為妃。同年十月二十九日，將位於花甲寺胡同的华嘉寺胡同舒库入官之宅邸一所共四十二间，賞给她的父親讷尔布，檔案可知她家原本住在河槽沿东。乾隆十三年七月，在公布娴贵妃那拉氏为准皇后之后，乾隆帝又赏赐给她娘家位于油坊胡同约有90余间房的府邸一套。此时她的父亲讷尔布、哥哥讷礼都已去世。

## 名位晉升
乾隆二年十二月初四日，正式册封為嫻妃；其封号“娴”在满语里翻译为“elehun”，意为“安和的、恬静的”。行册封礼时，19岁的那拉氏与24歲並已经生育了一个皇子的格格苏氏（封纯妃）同时被册封为妃。
乾隆十年（1745年）正月二十三日，高貴妃重病而晉封為皇貴妃，同時多位妃嬪獲加封，年僅27歲，尚無子嗣，也沒有家世助力的嫻妃詔封為嫻貴妃，同年十一月十七日行嫻貴妃冊封禮。與此同時，當時已32歲，生有二子（三阿哥當時虛歲已有11歲，六阿哥2歲），於當時皇宮內擁有最多皇子的純妃也晉封為純貴妃。
乾隆十年（1745年) 三月初三日，據《雍和宮滿文檔案譯編》記載，帝后等人前往慧賢皇貴妃梓宮停靈的六股道殯宮致祭。內務府共使用了四輛牛車接送后妃位下的太監。檔案中的漢文清單可知由西暖殿富察皇后的太監獨自乘坐一輛牛車，第二輛牛車由翊坤宫嫻貴妃和长春宫嘉妃位下的太監乘坐，第三輛牛車由景仁宫純貴妃和永和宮愉妃位下的太監乘坐；最後一輛牛車則由承乾宫舒嬪、延禧宫怡嬪和永寿宫原皇贵妃位下德太監乘坐。

## 攝六宮事皇貴妃
乾隆十三年（1748年）三月十一日，皇后富察氏病逝，中宮皇后的位子出現空缺；四月二十一日，乾隆帝到观德殿大行皇后梓宫前奠酒，皇贵妃等位則先行到东直门外的静安庄殡宫。翌日，乾隆帝才到該地临奠停灵在那里的哲悯皇贵妃等人。 七月十一日，皇貴妃內庭等位再一次前往雍和宮，翊坤宮、永壽宮、儲秀宮等處各派首領太監或普通太監若干人跟隨。由此可見，最晚在乾隆十三年四月二十二日，那拉氏已经被晋封為皇貴妃，只是尚未公之於眾。
乾隆十三年六月二十一日，孝贤皇后丧百日满。七月初一，乾隆帝突然頒詔宣布那拉氏为继后。詔中稱這是皇太后的懿旨要求。但念及與故孝賢皇后之間的夫妻之情，且皇后27月丧期未满，因此參考明朝太祖年間孝慈高皇后馬氏逝世後由李淑妃、郭寧妃相繼攝六宮事，以及本朝順治帝冊封董鄂妃為皇貴妃等先例，先冊封嫻貴妃為皇貴妃；待孝賢皇后喪期满，再正式冊立為皇后。要求嫻貴妃的皇貴妃冊封典禮要仿傚順治董鄂妃的皇貴妃冊封典禮：
「 國朝順治十三年冊立皇貴妃，皇曾祖世祖章皇帝升殿命使，翌日頒詔天下，典至崇重。今應仿效前規，冊命嫻貴妃那拉氏為皇貴妃攝六宮事，於以整肅壼儀。」
董鄂妃的皇貴妃冊封典禮的程度，實際上與冊立皇后無異，非常隆重。此外，乾隆更額外遣官祭告圜丘、方澤、太廟、奉先殿、社稷。讓嫻皇貴妃接受外邦使者禮物箋賀。承政院日記在乾隆十四年八月初五日記載「皇貴妃前禮物，一依皇后禮物數」。
乾隆十三年，乾隆帝更把嫻皇貴妃一家以及其家族所管轄的那一支牛錄全部抬至上三旗之一的正黃旗。這樣廣泛的抬旗恩眷，除嫻皇貴妃外，乾隆只為自己生母崇慶皇太后做過。七月三十日，皇贵妃娘家由镶蓝旗抬入上三旗中的正黄旗。那拉氏是清朝里第一位出身于下五旗的皇后。
乾隆十四年，就冊立攝六宮事皇貴妃及金川大捷，為皇太后上徽號而舉行的慶賀大典。特別的是，該次上徽號的慶賀大典，是乾隆有意拖延一個月，不在三月金川凱旋、眾師回朝之後舉行，而是特意到四月行攝六宮事皇貴妃冊立禮翌日進行。（對比第二次金川戰爭凱旋，為太后加徽慶賀也是在凱旋之後幾日內舉行。）而頒詔天下的諭旨中，也是先提及冊立皇貴妃攝六宮事，然後才提及金川凱旋，可見為太后加徽的原因是以冊立嫻皇貴妃為先，金川之勝為次。
《欽定大清會典則例》記載：「十四年册立攝六宫事皇貴妃，是年金川平定，加上崇慶慈宣皇太后徽號曰：「崇慶慈宣康惠皇太后」。禮部奏：四月初六日册封攝六宫事皇貴妃，次日應御殿受賀，又，廷臣奏：金川平定，請皇上御殿受賀。」《皇朝文獻通考》卷一百三十二亦有記載：「凡恭上皇太后尊號、徽號之禮，遇國有大慶，加晉鴻稱，則有尊崇之儀。均先期勅所司備儀物製冊寶，既諏吉分遣官祗告天、地、太廟後殿、奉先殿、社稷。」國有大慶才會為太后加徽號。縱觀清朝，因冊封妃嬪而為太后加徽號的例子，只有順治的董鄂皇貴妃和乾隆的嫻皇貴妃。
而清一代，具有攝六宮事頭銜的皇貴妃，僅有那拉皇后與道光帝的孝全成皇后 ( 道光十三年（1833年），道光帝直接援引祖父乾隆帝冊封繼皇后為皇貴妃的舊例，年僅二十六歲的鈕祜祿氏晉封皇貴妃，攝六宮事。 )。

## 破格待遇
乾隆讓嫻皇貴妃享有極為逾制的規格。乾隆十三年七月頒佈的諭旨當中說：「尋議，恭查皇貴妃冊封大典。王妃命婦行禮，已有成例。惟貴妃行禮之處，外廷無案可稽。但皇貴妃攝行六宮事，二十七月後即正位中宮，既統理內政，體制自宜尊崇。貴妃亦應一體行禮。」原本會典規定，皇貴妃不是皇后，其他妃嬪毋須對皇貴妃行任何禮儀，也沒有這樣的先例。一般而言，由福晉、命婦行禮即可。而正常來說，應該待正位中宮後，有了皇后身份才有資格接受妃嬪行禮，方為名正言順。但乾隆皇帝特意違制破格，除了福晉、命婦外，讓貴妃、妃、嬪等主位也向嫻皇貴妃行禮。
另外，本來禮部也參照乾隆二年的例子，讓同日獲得冊封為貴妃的嘉貴妃金氏也接受福晉、命婦行禮。嘉貴妃金氏當時已生育了三個皇子，生育功勞最高，是當時宮中生育最多皇子的嬪妃；年紀比嫻皇貴妃還要大五年，資歷也比嫻皇貴妃深；家中父親三保自雍正朝至乾隆初年更是一直擔任監督鹽政、管理關稅、鈔關的重點崗位。然而，當乾隆收到禮部讓嘉貴妃與嫻皇貴妃一同接受公主、福晉、命婦行禮的提議時，乾隆不能讚同，給出的理由是嘉貴妃並非「初封即係貴妃者」，而是「由妃晉封者」，儀節較當略減，以及認為皇貴妃及嘉貴妃同日受封，假若公主、王妃、命婦對兩者所行之禮略無分別，這於禮制上不適宜。
因此，乾隆下令取消了嘉貴妃接受公主、王妃、命婦行禮的環節，嘉貴妃的冊封禮儀只需按照乾隆十年純妃封純貴妃之例，尋常冊封禮即可，讓嘉貴妃與其餘妃嬪無異，並將此載入會典。公主、王妃、命婦只須要在嫻皇貴妃前行禮。乾隆十三年最初原定的典禮中，嫻皇貴妃冊封只須告祭太廟、奉先殿。到十四年實際執行時，卻告祭了圜丘、方澤、太廟、奉先殿、社稷。《皇朝文獻通考》記載：「 國家定制，有大典，必先期祭告於圜丘、方澤、太廟、奉先殿、社稷及陵寢，或親詣，或遣官。」

## 榮登位
乾隆十四年（1749年），乾隆帝下令將嫻皇贵妃仪仗內的车舆，由金黄色改用明黄色。清制，明黃色為帝后方可使用的色彩，皇貴妃那拉氏因而成为後宮中唯一能使用明黄仪仗的內庭主位，等同於皇后的規格；增加皇贵妃仪仗27件，仅比之前的皇后仪仗少一件。改皇后仪仗为“仪驾”，增做30件。到第二年那拉氏成为皇后时，她的仪驾已经到了空前的规格。同年三月初六日，首領文旦交御筆黃絹「懋端壼教」匾文一張，安設在翊坤宮後殿明間北牆上，亦賜予御筆紅絹「德茂椒涂綿福履，教敷蘭掖集嘉祥」對聯一副；以上都是用于形容皇后职责的匾额。
乾隆十四年四月初五日（1749年5月20日），乾隆帝正式下旨冊封那拉氏為摄六宫事皇貴妃；四月六日，嫔妃、命妇于交泰殿內向嫻皇贵妃那拉氏行六肃三跪三叩礼。「六肃三跪三叩禮」是只有帝后才能享有的禮儀。四月九日，以册立皇贵妃并加上皇太后徽号礼成，诏告天下，王公大臣及属国都需进笺庆贺。可見那拉氏作為大清国的准皇后，在後宮中已經享有皇后規格的待遇。
乾隆十五年（1750年）正月，部分内廷档案中已經稱皇貴妃为皇后；同年二月初十日，嫻皇贵妃的千秋赏银亦照皇后份例；六月十一日，孝賢純皇后富察氏二十七月丧期满。七月初十日，乾隆帝正式下詔冊立嫻皇貴妃為皇后，并于八月初二日舉行立后大典，在恩诏中宣布停秋决。不久，乾隆帝以“恭承慈命，继册中宫。庆典既成，礼宜躬率皇后，祗谒先陵。以展孝忱，以资福佑”为由，“于八月十七日自京师启程。恭诣景陵行礼。旋由海子、西至泰陵行礼毕。取道保阳。巡幸豫省。”率皇后奉皇太后西巡祭祖。十一月初三，帝后一行人回京。
清朝冊立皇后以及冊封妃嬪，都會到宮中的奉先殿，祭告祖先。有時皇帝甚至會親自到奉先殿祭告，以表示重視。乾隆冊立孝賢皇后之時，也是親詣奉先殿。而這次冊立繼后那拉氏，乾隆選擇了一個更隆重的方式，帶着皇后那拉氏以及皇太后，遠道至距離京城一百多公里遠的東陵康熙景陵，為冊立那拉氏為新皇后一事，親自向皇祖父祭告行禮，然後又長途跋涉到西陵雍正泰陵，向父皇祭告行禮，非常隆重其事，在途中也寫了御詩。之後更順道帶皇后那拉氏巡幸河南。次年二月，那拉氏又随同皇帝南巡。八月，皇后随驾往木兰秋狝，并于途中怀孕。
乾隆十七年（1752年）四月二十五日寅時，皇后那拉氏生下皇十二子永璂。“璂”，是皮弁里缝合处镶嵌的玉饰，按照明清服制，只有天子皮冠才能饰十二璂。乾隆十八年（1753年）六月二十三日寅時，皇后生皇五女。乾隆十九年闰四月二十四日，員外郎西寧來說，太監胡世傑交东珠荷包豆一副，高宗命人將此物送予身處圓明園的皇后；五月，乾隆帝与继皇后那拉氏去了一趟皇后祖籍辉发古城（今吉林省通化市辉南县），并在这里留下了几篇诗作。
乾隆二十年（1755年）四月二十二日酉時，皇五女夭折；六月十六日，太監胡世傑給予皇后那拉氏年例西瓜燈一對，事後不需像其他妃嬪般用寶蓋交回西瓜燈。乾隆二十年（1755年）十二月二十一日卯時，生皇十三子永璟；十二月二十八日，催總管李文照將絹畫兩张持進翊坤宮內張貼。乾隆二十一年（1756年）四月二十七日，高宗特命總管方剛為剛出生的翊坤宫阿哥（即永璟）的床上鋪涼蓆一塊。
乾隆二十二年（1757年）三月，那拉氏的生母郎佳氏去世；七月二十四日子時，皇十三子永璟夭折。此後，那拉氏似乎醉心于佛法之中，她曾在崇慶皇太后七旬大庆時，往寿康宫送进御笔贝叶长生汉字金字无量寿佛经一套。期間，那拉氏位下曾有兩位學規距女子，拜爾葛斯氏被封為伊貴人，和卓氏則被封為和貴人。那拉氏與伊貴人關係較為密切，兩人常在《穿戴档》中被乾隆帝要求做些女紅，如荷包、火燫袋之類的小物品。乾隆帝更在冊文中稱贊曾受皇后教導的拜爾噶斯氏為「六宮雅範」。
据雍和宫档案记载，乾隆二十九年二月，皇后那拉氏千秋誕月，分派喇嘛一百八名，在雍和宫大殿念无量寿佛经九日；正寿一日，派喇嘛五百名在雍和宮唪念，供餑餑桌三張，共用銀四十八兩六錢六分九毫。

## 突然失寵
乾隆三十年正月，皇后那拉氏陪乾隆帝進行了第四次南巡，這次南巡成了繼皇后命運的轉捩點。关于皇后失寵的原因，正史记载语焉不详。作家李舒認為，可從乾隆第四次南巡的對隨行的妃殯「賜菜」的菜單中找到端倪。 
南巡前期一切都很正常，二月初十日是皇后48岁生日，《膳底档》记载他们在常州的天宁寺吃晚饭时，皇上赏了皇后鸡丝炒燕窝一品，挂炉鸭子挂炉肉一品，令贵妃火熏炖白菜一品，庆妃肉片醋溜燕笋一品，容妃糟萝卜一品。《膳底档》还记载：閏二月十八日，他們來到杭州，在「蕉石鳴琴」進早膳時，皇帝還賞賜給皇后攒盘肉一品，但到了當天中午進晚膳時，皇后那拉氏沒有露面，陪著乾隆帝進晚膳的只有當時還是令貴妃的魏佳氏、慶妃陆氏、以及容嬪和卓氏。《膳底档》上“皇后”二字已被用纸糊上，换以“令贵妃”三字。
綜合現存的史料，當日皇后的行为突然一反常态，忽然自行剪髮。皇后在晚膳前先行遣去宫女三人，剪髮時皇后應是孤身一人。据南京博物院所藏 《十五阿哥请安折乾隆朱批》，當天乾隆帝派額駙福隆安由水路遣送皇后回北京，乾隆帝諭令在皇后回宫后，各位阿哥、公主、福晋和皇后一起听宣读懲罰那拉氏的圣旨。要求福隆安观察那拉氏是「怎么听、做何光景」，要一一记下並奏上。並要那拉氏在翊坤宫后殿养病，不许见一人。还下令养心殿当差总管潘凤将皇后所拥有的物什查明封贮，认为皇后她「平日恨我必深」，還怀疑有“邪道踪迹”。
乾隆还在折上的朱批中训斥那拉氏的贴身宫女，命福隆安审问他们十八日皇后的剪发之事，责问——“他们为何不留心，叫他们出去他们就出去吗？要寻自尽难道他们也装不知道吗？”又令当着他們及皇后的面前将涉及此事的三位宫女同毛团责打六十大板。
乾隆三十一年（1766年）正月初八日的内务府满文奏折顯示，已懷孕的皇贵妃魏氏接替被幽禁翊坤宮後殿的皇后那拉氏，办理上元令节内庭主位的饽饽桌张以及诣居圆明园事宜；六月初七日，皇后娘家拨回原旗，並且被削去两个世管佐领。不久，讷苏肯著为三等侍卫，交乌什大臣差遣；七月十四日，皇后那拉氏默默離開人世，終年四十八歲。乾隆帝命那拉氏的喪葬儀式下降一級，即等同依照皇貴妃之例舉行；九月二十八日葬入裕陵妃園寢。
乾隆帝在木蘭圍場打獵時，聽到皇后病故的消息，只命其子永璂回宮。乾隆又在处理皇后丧仪的奏折录副中批示說：「皇后自冊立以來尚無失德，去年春，朕恭奉皇太后巡幸江浙，正承歡洽慶之時，皇后性忽改常，於皇太后前不能恪守孝道。比至杭州，則舉動尤乖正理，跡類瘋迷。因令先其回京，在宮調攝。經今一載有餘，病勢日劇，遂爾庵逝。此實皇后福分淺薄，不能仰承聖母慈眷，長受朕恩禮所致。若論其行事乖違，即予以廢黜，亦理所當然，朕仍存其位號，已為格外優容。但飾終典禮不便復循孝賢皇后大事辦理。所有喪儀只可照皇貴妃例行。」
當時，正擔任御史的李玉鳴上疏請示依皇后禮舉喪，結果竟被謫伊犁。十二年後，有一個名叫金從善的書生上書乾隆皇帝议论繼皇后事，乾隆發怒道：“孝贤皇后崩逝时，因那拉氏本系朕青宫时皇考所赐之侧室福晋，位次相当，遂奏闻圣母皇太后，册为皇贵妃、摄六宫事。又越三年，乃册立为后。其后自获过愆，朕仍优容如故。乃至自行翦髮，则国俗所最忌者，而彼竟悍然不顾。然朕犹曲予包含，不行废斥。后因病薨逝，只令减其仪文，并未降明旨削其位号。朕处此事，实为仁至义尽。且其立也，循序而进，并非以爱选色升。及其后自蹈非理，更非因色衰爱弛，况自此不复继立皇后。朕心事光明正大如此，洵可上对天祖、下对臣民。天下后世，又何从訾议乎？该逆犯乃欲朕下罪己之诏，朕有何罪而当下诏自责乎？”因此將金從善處斬，從此之後無人再敢提及繼皇后的事。

### 《宮中檔乾隆朝奏摺》相关记载[4]
三十年三月初五日，山東巡撫崔應階奏報皇后御舟已過八閘及委員扈從緣由摺。該奏摺稱三月初三日皇后御舟才剛抵達山東省臺莊境，大臣李弘鎮和解遜率同司道敬謹地扈從皇后御舟經過八閘。山東巡撫崔應階蹔在韓莊將留東各棚馬駝，分撥至徐家渡交收後，即赴江蘇省恭迎乾隆帝御舟。由此可見，宮廷檔案中皇后到達北京的日期曾被高宗下旨改為閏二月二十八日。
三月二十三日，乾隆帝下了一道嘉奖皇后侄子讷苏肯的谕旨，惟同一日乾隆帝又谕令福隆安务必于入京前，等候英廉传旨。乾隆帝谕令阿哥、公主、福晉前来听取他对此事的后续处理，又将翊坤宫中官女子与太监悉数遣散，另挑老实的女子两位及太监十位侍候。
四月二十一日乾隆帝回京，进駐圆明园。五月初二日，侍郎阿永阿因力谏不可废后而被贬往新疆；五月十四日，收缴皇后四份册宝夹纸，並且裁減她位下的部份佣人，但尚未褫奪皇后位號。七月時，那拉氏位下只剩兩名宮女；按清宮制度，只有位分最低微的答應才只有兩名宮女。

## 喪葬禮儀
實際上，皇后那拉氏的喪葬禮儀也沒有按照皇貴妃的標準執行。按照皇貴妃的喪儀規定，每日應有大臣、公主、命婦齊集舉哀、行禮一項，惟在皇后那拉氏的喪事中均被取消。
根據大清會典的記載，皇貴妃棺木應用梓木，漆飾35道，抬棺夫96人。從內務府記載的檔案中看，皇后那拉氏所用的棺為杉木製，抬棺夫64人，僅為嬪等級而已，並葬於純惠皇貴妃園寢內。
另外，清制：凡妃、貴妃、皇貴妃死後都設神牌，供放在園寢享殿內，祭禮時在殿內舉行，而嬪、貴人、常在、答應則不設神牌。祭祀時，把供品桌抬到寶頂前的月台上，皇后那拉氏既不設神牌，死後也無祭享，入葬以後也隻字不提。根據內務府檔案記載，整個喪事僅用銀二百两七钱九分四厘，還不如一個低級朝廷官員。甚至，皇后那拉氏沒有被賜諡號，以至於現在的人只能用繼后稱呼她。
1929年12月，純惠皇貴妃園寢發現被盜，遜帝溥儀派載澤、載瀛等人赴清東陵處理純惠皇貴妃地宮被盜事宜。學者徐廣源所著的《清皇陵地宫亲探记》記載，1981年11月諸位學者在開啟和探視純惠皇貴妃地宮時，發現純惠皇貴妃內棺里有二個頭顱骨和一堆遺骨，已無法分辨是屬於何人。

## 評價
- 乾隆在懷念富察氏的《孝賢皇后三週忌辰兹以恭奉》寫下：【斷魂恰值清明節，飲恨難忘齊魯遊。豈必新琴終不及，究輸舊劍久相投。】[23]引用故劍情深典故，新琴類比繼皇后那拉氏，舊劍為孝賢皇后，即衣不如新，人不如故，繼皇后不如孝賢。

## 家族
| \| \| \| \| \| \| \| \| \| \| \| \| \| \| \| \| \| \| \| \| 曾祖父：佐領莽科 \| \| \| \| \| \| \| \| \| \| \| \| \| \| \| \| \| \| \| \| \| \| \| \| \| \| \| \| \| \| \| \| \| \| \| \| \| \| \| \| \| \| \| \| \| \| \| \| \| \| \| \| \| \| 祖父：副都統羅和 \| \| \| \| \| \| \| \| \| \| \| \| \| \| \| \| \| \| \| \| \| \| \| \| \| \| \| \| \| \| \| \| \| \| \| \| \| \| \| \| \| \| \| \| \| \| \| \| \| \| \| \| \| \| 父：佐領訥爾布 \| \| \| \| \| \| \| \| \| \| \| \| \| \| \| \| \| \| \| \| \| \| \| \| \| \| \| \| \| \| \| \| \| \| \| \| \| \| \| \| \| \| \| \| \| \| \| \| \| \| \| \| \| \| 繼皇后那拉氏 \| \| \| \| \| \| \| \| \| \| \| \| \| \| \| \| \| \| \| \| \| \| \| \| \| \| \| \| \| \| \| \| \| \| \| \| \| \| \| \| \| \| \| \| \| \| \| \| \| \| \| \| \| \| 母：一品誥命夫人郎佳氏 \| \| \| \| \| \| \| \| \| \| \| \| \| \| \| \| \| \| \| \| \| \| \| \| \| \| \| \| \| \| \| \| \| \| \| \| \| \| \| \| \| \| \| \| \| \| \| \| \| \| \| \| |                        |  |  |  |  |  |  |  |  |  |  |  |  |  |  |  |
| |                        |  |  |  |  |  |  |  |  |  |  |  |  |  |  |  |
| | 曾祖父：佐領莽科       |  |  |  |  |  |  |  |  |  |  |  |  |  |  |  |
| |                        |  |  |  |  |  |  |  |  |  |  |  |  |  |  |  |
| |                        |  |  |  |  |  |  |  |  |  |  |  |  |  |  |  |
| | 祖父：副都統羅和       |  |  |  |  |  |  |  |  |  |  |  |  |  |  |  |
| |                        |  |  |  |  |  |  |  |  |  |  |  |  |  |  |  |
| |                        |  |  |  |  |  |  |  |  |  |  |  |  |  |  |  |
| | 父：佐領訥爾布         |  |  |  |  |  |  |  |  |  |  |  |  |  |  |  |
| |                        |  |  |  |  |  |  |  |  |  |  |  |  |  |  |  |
| |                        |  |  |  |  |  |  |  |  |  |  |  |  |  |  |  |
| | 繼皇后那拉氏           |  |  |  |  |  |  |  |  |  |  |  |  |  |  |  |
| |                        |  |  |  |  |  |  |  |  |  |  |  |  |  |  |  |
| |                        |  |  |  |  |  |  |  |  |  |  |  |  |  |  |  |
| | 母：一品誥命夫人郎佳氏 |  |  |  |  |  |  |  |  |  |  |  |  |  |  |  |
| |                        |  |  |  |  |  |  |  |  |  |  |  |  |  |  |  |
| |                        |  |  |  |  |  |  |  |  |  |  |  |  |  |  |  |

繼皇后至少有一个长姐在康熙年间嫁给了已革奉恩輔國公宗室哥哥訥礼的女儿则嫁给了告退奉恩将军宗室色克。
- 天祖：王機砮；
- 高祖：莽科；
- 祖父：羅和；
- 父母：那爾布、郎佳氏；
- 兄弟姐妹：訥禮、四格、武德、輝發納喇氏；
- 子女：永璂、皇五女、永璟；
- 侄子：蘇巴爾漢、訥蘇肯（鑲藍旗滿洲、正黃旗滿洲）；
- 侄孫：克孟額、德楞額、繃僧額（皆訥蘇肯之子）；
- 族後裔：廣西賓州營參將文哲琿（正黃旗滿洲，咸豐八年陣亡，諡剛介）、正黃旗滿洲參領王府長史興安、其子副都統容山、烏魯木齊都統平瑞（鑲藍旗、正黃旗滿洲，同治三年陣亡，諡忠壯）、平瑞繼子太醫院醫生桂明。

## 影视作品
- 電影

| 年份 | 劇名         | 演員   | 剧中姓名   |
| 2017 | 畫框裏的女人 | 范冰冰 | 烏拉那拉氏 |

- 電視劇

| 年份 | 劇名             | 演員   | 剧中姓名（稱謂）            |
| 1998 | 还珠格格         | 戴春榮 | 烏拉那拉景娴                |
| 1999 | 還珠格格 第二部  | 戴春榮 | 烏拉那拉景娴                |
| 2001 | 乾隆王朝         | 李芸   | 乌拉那拉氏                  |
| 2002 | 江南京华梦       | 姜鸿   |                             |
| 2003 | 還珠格格 第三部  | 姜黎黎 | 烏拉那拉景娴                |
| 2004 | 铁齿铜牙纪晓岚 3 | 許曉丹 | 那拉‧慶兒                   |
| 2011 | 新还珠格格       | 鄧萃雯 | 烏拉那拉氏                  |
| 2014 | 宮鎖連城         | 杨明娜 | 烏拉那拉氏                  |
| 2012 | 後宮甄嬛傳       | 張妍   | 烏拉那拉‧青櫻               |
| 2018 | 延禧攻略         | 佘詩曼 | 輝發那拉‧淑慎               |
| 2018 | 如懿傳           | 周迅   | 烏拉那拉‧青櫻→烏拉那拉‧如懿 |
| 2022 | 嘉慶君遊台灣     | 張瓊姿 | 皇后                        |

## 資料来源

### 文獻
- 張采田; 吳昌綬. . 清史稿. 1928, 214  [2019-12-10]. （原始内容存档于2020-11-19）.
- 鍾亦. . 大公報. 2018-08-28  [2019-12-10]. （原始内容存档于2019-05-24）.
- 徐廣原. 游奇惠 , 编. . 中華民國台北: 遠流出版公司. 2013  [2019-12-10]. ISBN 978-957-32-7139-0. （原始内容存档于2020-11-19） （中文（繁體））.
- 鄂尔泰等. . 东北师范大学出版社. 1985.
- 弘昼等. . 辽海出版社. 2002. ISBN 9787806691892.